# 安全承諾
安全承诺（英語：Security Assurance），在核战争相关术语的框架下，是由拥核国对非拥核国的一种政治立场声明；安全承诺大致可以分为两种类型：主动性安全承诺与被动性安全承诺。主动性安全承诺为一个拥核国对单个，多个或任何非拥核国给予的承诺，倘若被承诺国遭受核打击或核战争威胁，承诺国将给予帮助，此类安全承诺的常见形式为核保护伞。被动性安全承诺指一个拥核国除进行自卫反击等特殊情况以外的常规情况下不使用核武器或核战争手段的自身承诺，其常见形式为不率先使用政策。
安全承诺为核外交中的重要一环，但考虑其本身为一种声明或意向，并非义务，安全承诺的实效性建立在国家间的信任之上。因此，安全承诺也随着历史发展而逐步演变，并且长期作为《不扩散核武器条约》中的重要工具。
中华人民共和国是长期以来唯一同时发布主动性与被动性安全承诺的主要拥核国，也是首个且目前唯一一个针对所有非拥核国家发布被动性安全承诺的国家。中华人民共和国承诺在任何情况下不首先使用核武器，并且无条件对于非拥核或无核武器国家及地区不使用或威胁使用核武器。